# Gerold Stagl
Gerold Stagl (* 1960) ist ein österreichischer Bank- und Versicherungskaufmann und Kommunalpolitiker (SPÖ). Seit 2012 ist der Bürgermeister der Freistadt Rust im Burgenland.

## Leben

### Berufliches
Bis 2004 war Stagl als Vorstand der Bank Burgenland tätig. Aktuell ist er Landesdirektor für das Burgenland der Wiener Städtischen Versicherung.

### Kommunalpolitik
Stagl wurde 1996 zum stellvertretenden Obmann der SPÖ Rust und war deren Spitzenkandidat für die Gemeinderatswahlen im Burgenland 1997. Bei diesen zog er in den Gemeinderat der Stadt ein. Seit 2012 ist er Bürgermeister der Freistadt Rust. 2017 wurde er im 1. Wahlgang als Bürgermeister wiedergewählt.  2022 setze Stagl sich in einer Stichwahl gegen Georg Seiler (ÖVP) durch, der seit 2019 Vizebürgermeister ist, und wurde als Bürgermeister wiedergewählt.